# مارك مكنمارا
مارك مكنمارا (بالإنجليزية: Mark McNamara)‏ مواليد 8 يونيو 1959 في سان هوزيه، هو لاعب كرة سلة محترف أمريكي سابق بدأ مسيرته الاحترافية في سنة 1982 حيث تم اختياره من قبل فريق فيلادلفيا سفنتي سيكسرز خلال الدرافت، وحمل الرقم 31 و35. يبلغ طوله 6 قدم 11 بوصة (2.1 م). اعتزل اللعب في 1993.

## فرق لعب لها
- فيلادلفيا سفنتي سيكسرز
- سان أنطونيو سبرز
- سكرامنتو كينغز
- لوس أنجلوس ليكرز
- أورلاندو ماجيك
- سي بي مورسيا
- ريال مدريد بالونكيستو

## روابط خارجية
- مارك مكنمارا على موقع إن بي أي (الإنجليزية)
- مارك مكنمارا على موقع سبورتس رفرنس (الإنجليزية)
- مارك مكنمارا على موقع الدوري الإسباني لكرة السلة (الإسبانية)
- مارك مكنمارا على موقع كلية كرة السلة في سبورتس رفرنس.كوم (الإنجليزية)
- مارك مكنمارا على موقع ريلجم (الإنجليزية)
- مارك مكنمارا على موقع بروبوليرز (الإنجليزية)
- مارك مكنمارا على موقع سبورتس رفرنس (الإنجليزية)